# Каролинская гаичка
Каролинская гаичка (лат. Poecile carolinensis) — вид певчих птиц семейства синицевых. Выделяют четыре подвида. Распространены на востоке Соединенных Штатов Америки от Нью-Джерси до юга Канзаса, центра Флориды и юга Техаса.

## Описание
Каролинская гаичка достигает длины около 12 см и массы 9—12 г. Верхняя часть тела синевато-серая, иногда с зеленовато-серым оттенком. Голова с чёрной шапочкой и нагрудником, контрастирующими с белыми щеками. Некоторые маховые перья по краям и на концах бледнее, особенно внутренние второстепенные (включая третьестепенные) маховые перья и большие кроющие перья, но большие кроющие перья лишь в редких случаях имеют ярко-белую окантовку или кончики. Нижняя часть тела беловатая, на боках и подхвостье может быть от сероватого до коричневатого оттенка. Клюв чёрный; ноги и пальцы ног серые.

## Биология
Каролинская гаичка добывает корм в кронах деревьев, прыгая по веткам деревьев, иногда вися вниз головой или зависая в воздухе; может ловить насекомых в полёте. Насекомые составляют значительную часть рациона, особенно летом; зимой большое значение приобретают семена и ягоды. Иногда разбивает семена о дерево или кустарник, чтобы открыть их; также хранит семена для последующего использования.